# Saint-Germain-sur-Ille
Saint-Germain-sur-Ille (en bretó Sant-Jermen-an-Il) és un municipi francès, situat a la regió de Bretanya, al departament d'Ille i Vilaine. L'any 2006 tenia 872 habitants.

## Demografia
| 1962                                       | 1968 | 1975 | 1982 | 1990 | 1999 |
| ------------------------------------------ | ---- | ---- | ---- | ---- | ---- |
| 517                                        | 536  | 568  | 649  | 693  | 725  |
| Des de 1962: població sense dobles comptes |      |      |      |      |      |

## Administració
| Període   | Identitat         | Partit |
| --------- | ----------------- | ------ |
| 2001-2008 | Gérard Roulleaux  |        |
| 2008-     | Philippe Monnerie |        |